# ميكوي ساساكي

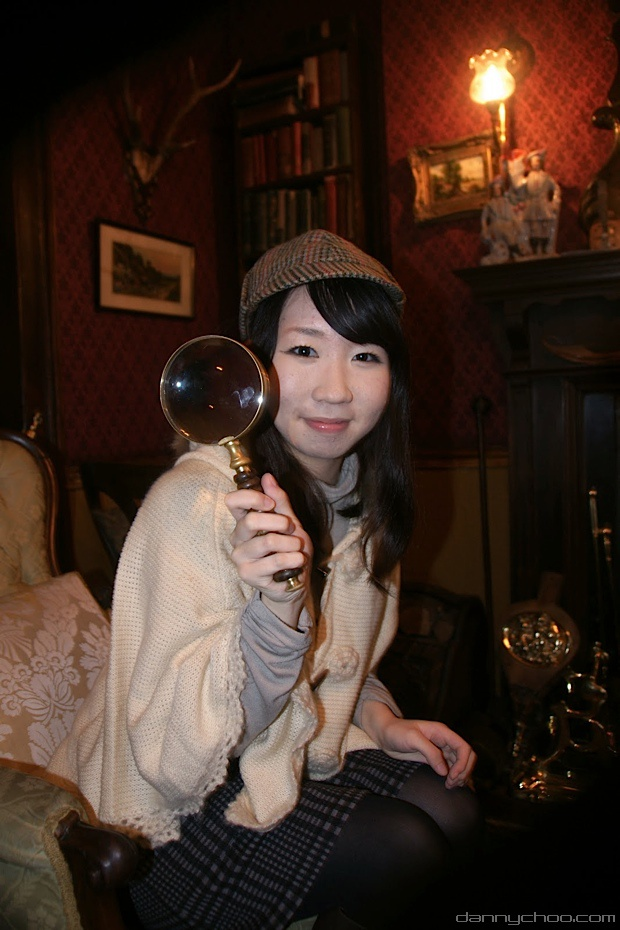

ميكوي ساساكي (佐々木未来 ساساكي ميكوي) هي مؤدية أصوات يابانية ولدت في 30 مارس 1991 في موريوكا، إيواته.

## أدوارها في الأنمي

### مسلسلات أنمي تلفزيونية
- أوبرا المحققين ميلكي هولمز - هيركول بارتون
- أوبرا المحققين ميلكي هولمز الجزء الثاني - هيركول بارتون
- نحن الاثنان ميلكي هولمز - هيركول بارتون
- أوبرا المحققين ميلكي هولمز TD - هيركول بارتون
- إيتوتاما - بيوتان
- توتال إكليبس - ناستاشا إيفانوا
- مؤخرا, أختي بدأت تتصرف بغرابة. - نيكو
- دا كابو III - هيمينو كاتسراغي
- فيوتشر كارد باديفايت - كوغورو أوكي
- فيوتشر كارد باديفايت 100 - كوغورو أوكي

## أدوارها في ألعاب الفيديو
- دا كابو III - هيمينو كاتسراغي

## أدوارها في الدبلجة اليابانية
- ماي ليتل بوني: فرندشيب إز ماجيك - راريتي

## وصلات خارجية
- ميكوي ساساكي على موقع IMDb (الإنجليزية)
- ميكوي ساساكي على موقع ميوزك برينز (الإنجليزية)
- ميكوي ساساكي على موقع قاعدة بيانات الفيلم (الإنجليزية)
- ميكوي ساساكي على موقع ANN person (الإنجليزية)